# حقوق المرأة في تونغا
تفشل حقوق المرأة في تونغا، بمقارنتها مع أهداف الأمم المتحدة في اتفاقية القضاء على جميع أشكال التمييز ضد المرأة، في الامتثال لمتطلبات هذه الاتفاقية بشكل كلي، وما يزال التردد في إقرار عليها قائماً رغم الاعتبارات المتخذة من قبل البرلمان والحكومة في تونغا، وتتعلق بعض معوقات إقرار بسياسة الحماية الثقافية لما يسمى الأسلوب التونغي لثقافة البلاد، وتتضمن قضايا حقوق المرأة هناك ملكية الأراضي، والعنف الموجه ضدهن، والمشاركة السياسية في البرلمان، والسلوك الثقافي العام تجاه عدم المساواة بين الجنسين في تونغا، وقد تعززت العديد من قضايا اللامساواة تلك ضمن إطار المنزل والبنى المعقدة والتسلسل الهرمي الثقافي للعائلة.
لا تتجاهل الثقافة ولا الحكومة التونغيتان قضية حقوق المرأة في البلاد بالكامل، وقد نُظِر في إجراء إصلاحات، إذ حظيت المرأة في تونغا بحقهن في الاقتراع منذ أن عدّلت الملكة الراحلة سالوتي توبو الثالثة الدستور عام 1951 متيحة هذا الحق لهن، وجرى لفت النظر للعنف ضد المرأة في تونغا، واتُخذت إجراءات لتطبيق أفضل للقوانين التي تحمي المرأة من العنف المنزلي والإساءة الزوجية.

## اللامساواة بين الجنسين في تونغا
وفقاً لتقرير التنمية البشرية لعام 2011، احتلت تونغا المرتبة الـ90 من أصل 187 دولة حسب تصنيف مؤشر التنمية البشرية، ففيما يتعلق باللا مساواة بين الجنسين؛ وهي مؤشر رئيسي بارز، شكّلت النساء التونغيات 3.4% من الممثلين المنتخبين عام 2011، ما يناقض بشدة المعدلات الإقليمية لشرق آسيا والمحيط الهادي (20.2%) والدول النامية في الجزر الصغيرة (20.6%)، وعلاوة على ذلك، لم تُنتخب أية امرأة عام 2010، عدا واحدة عُينت في منصب وزاري.
لا يبدو هذا التمثيل السياسي الضئيل ناشئاً عن مستويات تعليمية منخفضة عند النساء، نظراً لإشارة تقرير التنمية البشرية لعام 2011 إلى أن 84% من النساء و87.8% من الرجال في تونغا تلقوا تعليمهم الثانوي على الأقل، وهي نسب أعلى بشكل معتبر من المعدلات الإقليمية لشرق آسيا والمحيط الهادي والدول النامية في الجزر الصغيرة، من جهة أخرى كان هناك تفاوت في معدل القوى العاملة المشاركة من النساء بالنسبة إلى الرجال: فكانت نصف نساء تونغا تقريباً ضمن القوى العاملة، بالمقارنة مع 75% من رجالها.
تتساوى نسبة الذكور مع الإناث ضمن التعداد السكاني الكلي قي تونغا تقريباُ، فيبلغ العدد الكلي للرجال 52,350 فرداً، مقابل 52,360 أنثى، وبالتالي لا توجد بيانات واضحة، استناداً لهذه التعدادات، على وجود انحياز في الولادات الانتقائية للجنس.

## تونغا واتفاقية القضاء على جميع أشكال التمييز ضد المرأة
تُعد تونغا إحدى دولتي منطقة المحيط الهادي (إلى جانب بالاو)، والدول الست (من الدول الأخرى ذات السيادة المستقلة: الولايات المتحدة، والسودان، والصومال وإيران)، التي لم تُقر بعد اتفاقية القضاء على جميع أشكال التمييز ضد المرأة، التي يعتبرها العديد شرعةً دولية لحقوق المرأة هدفت لإنشاء مُثل عليا عالمية لهذه الحقوق وللمساواة بين الجنسين، ففي أيلول/سبتمبر عام 2009، أجمع المجلس التشريعي بنسبة 18 صوتًا إلى صوت واحد، مع امتناع 4 عن التصويت، على عدم إقرار الاتفاقية المذكورة، وفي إعلان هذا القرار، أشار رئيس الوزراء التونغي إلى أن الاتفاقية تتعارض مع الإرث الثقافي والاجتماعي الذي يشكل أسلوب الحياة التونغي، بالإضافة إلى أن تونغا لم ترغب بإقرار مع تحفظات أو التعهد بـ «إقرار يناسبها».
كانت أوفا ليكيليليكي مؤيدةً لإقرار اتفاقية القضاء على جميع أشكال التمييز ضد المرأة طوال أحد عشر سنة، وفي 9 آذار/مارس عام 2015، وافقت الحكومة التونغية في قرار تاريخي لها على إقرار الاتفاقية مع تحفظات، وقد رأت ليكيليليكي في ذلك، بالرغم من هذه التحفظات، خطوة إيجابية ستشير إلى أن الحكومة قابلة لإجراء تغييرات.

### الثقافة التونغية واتفاقية القضاء على جميع أشكال التمييز ضد المرأة
تعود الثقافة التونغية القديمة والغنية لما يقدر بـ3000 سنة عندما استُوطن الأرخبيل التونغي، وقد تطور مجتمع تونغا وثقافتها طوال آلاف من السنوات، ويحافظ كل من المشرعون، والحكومة والملكية في تونغا الآن على ثقافتها وأسلوب الحياة التونغي، ويبدي المجتمع التونغي احتراماً كبيراً لأسلوب الحياة هذا حفاظاً على إرثه، فقد صان ثقافة غنية وقديمة نظمت القوانين والأعراق الاجتماعية ضمن المجتمع التونغي الحالي، وبالتالي نادراً ما يُفتح للتأثير أو التدخل الخارجيين.
بالنسبة لحقوق المرأة واعتماد اتفاقية القضاء على جميع أشكال التمييز ضد المرأة، اصطدم أسلوب الحياة التونغي ببعض الإجراءات الإصلاحية الخاصة بهذه الاتفاقية، وكان أحد العوامل الحائلة دون إقرار الحالي عليها، وتتضمن المشاكل المرتبطة بالقوانين التونغية الحالية والالتزام بأسلوب الحياة التونغي حقوق المرأة بملكية الأراضي والتساهل في فرض قوانين العنف ضد النساء، لكن رغم الاعتقاد بأن اضطهاد المرأة في تونغا يعود لعدم إقرار الاتفاقية المذكورة، تحتل المرأة مكانة مهمة في المجتمع التونغي بالفعل.

## البنية المجتمعية في تونغا

### التدرج القائم على القرابة
تتضمن الثقافة التونغية التقليدية عادات قديمة مثل (التدرج القائم على القرابة)، أو توزيع السلطة استناداً للعمر، والتوجه الجنسي وترتيب الولادات، فيعتمد الترتيب الأساسي للمجتمع التونغي على جذور أقدم ذكر مسيطر على مجموعة عائلية، وتُعتبر هذه السيطرة، أو القيادة، مسؤولية تجاه العائلة، ولكنها أيضاً تتيح السيطرة على اتخاذ القرارات فيما يخص مواضيع كتوزيع الموارد، وواجبات عمل الأسرة والانضباط.

### اتخاذ القرار العائلي
عادة ما اتخذ القرار في التقليد التونغي من قبل الأب أو الزوج، إذ تضع هذه الزعامة الأبوية المضمّنة عميقاً في الإطار الثقافي التونغي الرأي الحاسم في القرارات في أيدي الذكر القائد لأية عائلة تونغية، بينما تُمنح أرفع الإناث في البنية الاجتماعية أو كبرى الأخوات في البنية العائلية لقب الـ(فاهو)، ولكنها لا تمتلك أية سلطة لاتخاذ القرار تقليدياً.
يمكن المجادلة بأن ارتفاع عدد الأزواج المتعلمين من ذكور وإناث قد وازن عملية اتخاذ القرار بين الزوج والزوجة، ولكن في بنية العائلة الكبيرة، عادة ما يُتّبع التدرج التقليدي القائم على القرابة.

### المادة 12
بذلت الحكومة التونغية جهوداً والتزامات مؤخراً لإصلاح وتقبل بعض الحقوق التي تعززها اتفاقية القضاء على جميع أشكال التمييز ضد المرأة، والتي تؤيد اتفاقية حقوق الطفل بما يضمن مشاركة الابنة (المادة 12)، فتشجع الأبوين على الاستماع لآراء الأطفال وإشراكهم في اتخاذ القرارات، علماً أن ذلك «لا يعطي سلطة على البالغين ولا يتعارض مع حقوق الأبوين ومسؤولياتهما فيما يتعلق بالشؤون المؤثرة على أطفالهما، وإنما يقر الميثاق بأن مشاركة الطفل في اتخاذ القرار يجب أن تتم في سياق مناسب لعمر الطفل ونضجه».

## حقوق المرأة في ملكية الأراضي
تركزت مملكة تونغا تاريخياً على الزراعة والحراثة، إذ سجل مكتشفون قدامى تقارير تتحدث عن حدائق جميلة مزروعة بشكل متناظر ويُعتنى بها بحرص، وما يزال قسم كبير من البلاد اليوم يعتمد على الزراعة لكسب العيش، وخصوصاً في المناطق الريفية البعيدة على العديد في جزر تونغا المتفرقة، وقد دارت تقنية الزراعة قديماً وحديثاً على أهمية المرأة ومسؤوليتهن عن الكثير من عبء العمل المترافق معها، إذ تضمنت مشاركة المرأة التونغية جسدياً زراعة وتسويق المنتجات الزراعية.
ورغم كون المرأة محورية في الزراعة والاستفادة من الأرض، ما تزال غير مخولة اليوم في ظل دستور مملكة تونغا بامتلاك أرض، فإذا أرادت امرأة ما في تونغا استخدام الأرض لأي غرض كان، بما يتضمن الزراعة، لا يمكنها شراء الأرض، وإنما يجب أن تستأجرها لاستخدامها المؤقت، ولكن إحدى النقاط الإيجابية لعدم القدرة على امتلاك الأراضي تكمن في عدم اضطرار النساء لدفع ضرائب ملكية (وقد استخدمت هذه المحاججة في بعض المقالات على أنها مناصرة للمرأة).